# شهرستان توروپتسکی
شهرستان توروپتسکی (به لاتین: Toropetsky District) یک شهرستان در روسیه است که در استان تور واقع شده‌است.